# Deflazacorte

Deflazacort

Deflazacorte é um fármaco utilizado em medicamentos como anti-inflamatório glicocorticoide.